# Spomenik neodvisnosti, Kampala
Spomenik neodvisnosti Ugande je skulptura, ki simbolizira neodvisnost Ugande od britanskega kolonializma 9. oktobra 1962. To je 8,8 m visoka betonska skulptura, ki stoji v središču mesta Kampala v jubilejnih vrtovih kralja Jurija V. na aveniji Nile med hotelom Sheraton Kampala ter hotelom Grand Imperial na desni in banko Standard Chartered na levi v Ugandi. Ta spomenik nadomešča kip britanskega kralja Jurija V., ki je nekoč stal na tem mestu.

## Ozadje
Spomenik neodvisnosti je bil odkrit 8. oktobra 1962, dan pred dnevom neodvisnosti Ugande od Združenega kraljestva 9. oktobra 1962. Razkrili so ga Kalule Settaala, takratni minister za kulturo, in razvoj skupnosti in drugi uradniki.
Spomenik je izklesal Gregory Maloba, kenijski kipar, nekdanji študent in predavatelj umetnosti na Univerzi Makerere Margaret Trowel za industrijsko in likovno umetnost v letih 1939–1965. Gradnjo spomenika je financirala britanska kolonialna vlada. Gregory Maloba se je rodil leta 1922 in umrl leta 2007 na svojem domu v Keniji, potem ko je pobegnil iz Ugande v poznih 1960-ih, ko je državo zajel kaos. Medtem ko je bil v Keniji, je predaval na Univerzi v Nairobiju in Univerzi Kenyatta.

## Opis
Spomenik je zasnovan na kovinskem ogrodju z mamo, ki nosi otroka in dviguje roko navzgor v nebo, kar pomeni navdušenje in svobodo v Ugandi. Na spomeniku mati trdno stoji na tleh z obema nogama narazen in trakovi okoli nog in pasu, ki simbolizirajo trdnost, medtem ko 'vrvi' okoli nog kažejo osvoboditev od suženjstva kolonializma v Ugandi.

## Pomen
Spomenik neodvisnosti se uporablja na bankovcih apoenov od 1000 UGX do 50.000 UGX, ki je najvišje zakonito plačilno sredstvo Ugande in se pojavlja v številnih promocijskih materialih in dokumentih Ugande.